# Acemya asiatica
Acemya asiatica är en tvåvingeart som beskrevs av Louis-Paul Mesnil 1963. Acemya asiatica ingår i släktet Acemya och familjen parasitflugor. Inga underarter finns listade i Catalogue of Life.